# Cahagnolles
Cahagnolles település Franciaországban, Calvados megyében. Lakosainak száma 253 fő (2022. január 1.). Cahagnolles Castillon, Foulognes, Planquery, Sainte-Honorine-de-Ducy, Saint-Paul-du-Vernay, Caumont-sur-Aure és Aurseulles községekkel határos.

## Népesség
A település népességének változása:
| Lakosok száma | 216  | 148  | 172  | 210  | 256  | 255  | 254  | 252  | 256  | 253  |
|               | 1968 | 1982 | 1990 | 2006 | 2013 | 2015 | 2017 | 2019 | 2020 | 2022 |